# 定湖镇
定湖镇，中华人民共和国湖南省岳阳市临湘市下属的一个镇，位于临湘市东北部。

## 建制沿革
- 1956年，为定湖乡；
- 1958年，属坦渡公社；
- 1961年，析置定湖公社；
- 1984年，改置定湖乡，旋即改置定湖镇。

## 行政区划
定湖镇下辖1个居委会和13个行政村：
- 长岭居委会
- 韩桥村、石桥村、关山村、大和村、红旗村、勇敢村、高山村、定湖村、新河村、新湖村、新建村、七星村、河田村